# El Mercurio de Valparaíso
El Mercurio de Valparaíso é o jornal em circulação mais antigo do Chile e do mundo em língua castelhana, publicado ininterruptamente. Foi fundado em 1827 pelos tipógrafos Tomás G. Wells, estadunidense, Ignacio Silva Medina e Pedro Félix Vicuña, a primeira edição foi lançada em 12 de setembro do mesmo ano.

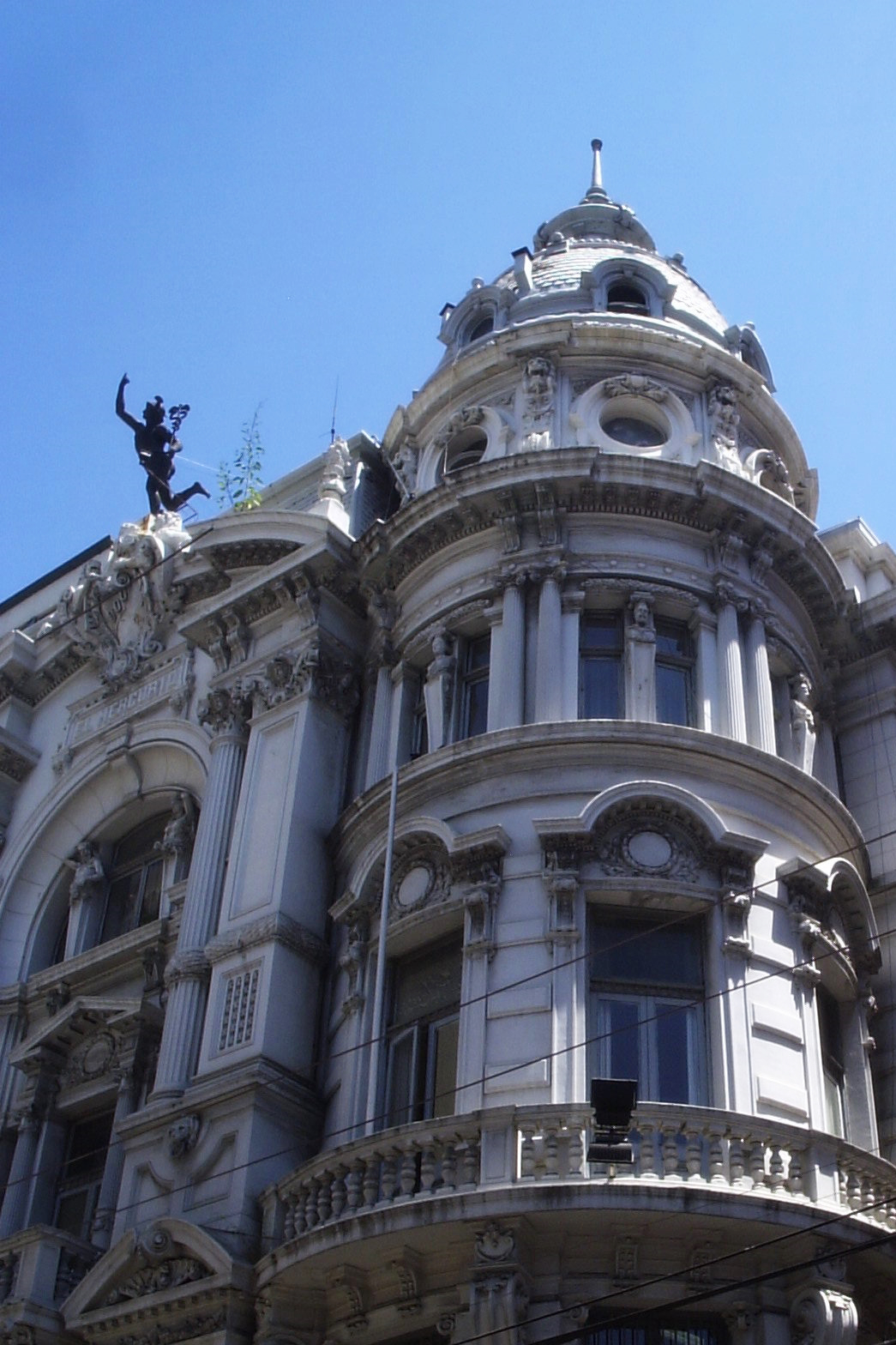
Sede da El Mercurio de Valparaíso